# أنتوني بيتيس
أنتوني بول بيتيس (بالإنجليزية: Anthony Paul بيتيس؛ مواليد 27 يناير 1987) هو مُقاتل فنون قتالية مختلطة محترف أمريكي وملاكم محترف. خاض بيتيس سابقًا نزالات في وزن الوسط والوزن الخفيف ووزن الريشة في يو إف سي ودوري المقاتلين المحترفين (بي إف إل). وهو بطل يو إف سي للوزن الخفيف السابق. وكان بيتيس أيضًا بطل وورلد إكستريم كايج فايتينج للوزن الخفيف قبل دمج المنظمة في يو إف سي.

## مسيرته في فنون القتال المختلطة

### يو إف سي

#### 2010
في أكتوبر 2010، اندمجت وورلد إكستريم كايج فايتينج مع يو إف سي. وكجزء من الاندماج، تم نقل غالبية مقاتلي المنظمة إلى يو إف سي.
كان من المتوقع أن يواجه بيتيس الفائز من نزال فرانكي إدغار وغراي ماينارد، والذي أقيم في حدث يو إف سي 125. ومع ذلك، تم إعلان النزال بالتعادل، وتم تحديد موعد نزال إدغار–ماينارد الثالث في حدث يو إف سي 130، لكن كلا المقاتلين أصيبا قبل القتال، والذي تم تأجيله.

#### 2011
بدلاً من انتظار الفائز في نزال إيدغار/ماينارد 3، واجه بيتيس كلاي غويدا في الرابع من يونيو في نهائي المقاتل النهائي 13. وخسر النزال بقرار القضاة بالإجماع.

## حياته الشخصية
لدى بيتيس ابنتان، واحدة من علاقة سابقة والأخرى من شريكته الحالية.

## البطولات والإنجازات
- يو إف سي
  - بطولة يو إف سي للوزن الخفيف (مرة واحدة)
    - دفاع ناجح عن اللقب

  - قتال الليلة (مرتين) ضد داستن بورييه وتوني فيرغسون[16][17]
  - أفضل ضربة قاضية في الليلة (مرتين) ضد جو لوزون ودونالد سيروني[18][19]
  - أفضل إخضاع في الليلة (مرة واحدة) ضد بونسون هاندرسون 2[20]
    - أفضل إخضاع في العام 2013 ضد بونسون هاندرسون 2[21]

  - أداء الليلة (ثلاث مرات) ضد جيلبار ميلنداز، مايكل كييزا، وستيفن تومسون[22][23][24]
- وورلد إكستريم كايج فايتينج
  - بطل وورلد إكستريم كايج فايتينج للوزن الخفيف (مرة واحدة؛ الأخيرة)
  - أفضل ضربة قاضية في الليلة (مرة واحدة) ضد داني كاستيلو[25]
  - أفضل إخضاع في الليلة (مرة واحدة) ضد شين رولر[26]
  - قتال الليلة (مرة واحدة) ضد بونسون هاندرسون[27]
- سلسلة قتال المصارعين
  - بطولة سلسلة قتال المصارعين للوزن الخفيف (مرة واحدة)
    - دفاع ناجح عن اللقب
- مجلة فايت!
  - الوافد الجديد للعام 2010
- داخل إم إم إيه
  - جائزة بازي لأفضل مقاتل ذكر لعام 2013
- إم إم إيه فايتينغ.كوم
  - قتال العام 2010 ضد بونسون هاندرسون في 16 ديسمبر[28]
- شيردوغ
  - أفضل مقاتل سطع نجمه في عام 2010[29]
- يو إس إيه توداي
  - قتال العام 2010 ضد بونسون هاندرسون في 16 ديسمبر[30]
- إم إم إيه جونكي
  - أفضل ضربة قاضية لشهر مارس 2019 ضد ستيفن تومسون[31]
- جوائز فنون القتال المختلطة العالمية
  - قتال العام 2018 ضد توني فيرغسون في يو إف سي 229[32]

## سجل فنون القتال المختلطة
| السجل المهني |        |          |
| 39 نزال      | 25 فوز | 14 خسارة |
| ضربة قاضية   | 11     | 2        |
| إخضاع        | 8      | 3        |
| قرار القضاة  | 6      | 9        |

| النتيجة | السجل | الخصم               | الطريقة                                | الحدث                                                | التاريخ        | الجولة | الوقت | المكان                                     | الملاحظات                                                                                                   |
| ------- | ----- | ------------------- | -------------------------------------- | ---------------------------------------------------- | -------------- | ------ | ----- | ------------------------------------------ | --- |
| خسر     | 25–14 | ستيفي راي           | قرار القضاة (بالإجماع)                 | بي إف إل 7 (2022)                                    | 5 أغسطس 2022   | 3      | 5:00  | مدينة نيويورك، نيويورك، الولايات المتحدة   | نصف نهائي بطولة بي إف إل للوزن الخفيف 2022.                                                                 |
| خسر     | 25–13 | ستيفي راي           | إخضاع (تويستر)                         | بي إف إل 5 (2022)                                    | 24 يونيو 2022  | 2      | 3:57  | أتلانتا، جورجيا، الولايات المتحدة          | |
| فاز     | 25–12 | مايلز برايس         | إخضاع (خنق المثلث)                     | بي إف إل 3 (2022)                                    | 6 مايو 2022    | 1      | 4:17  | أرلينغتون، تكساس، الولايات المتحدة         | |
| خسر     | 24–12 | راوش مانفيو         | قرار القضاة (بالانقسام)                | بي إف إل 6 (2021)                                    | 25 يونيو 2021  | 3      | 5:00  | أتلانتيك سيتي، نيو جيرسي، الولايات المتحدة | |
| خسر     | 24–11 | كلاي كولارد         | قرار القضاة (بالإجماع)                 | بي إف إل 1 (2021)                                    | 23 أبريل 2021  | 3      | 5:00  | أتلانتيك سيتي، نيو جيرسي، الولايات المتحدة | العودة للوزن الخفيف.                                                                                        |
| فاز     | 24–10 | أليكس مورونو        | قرار القضاة (بالإجماع)                 | يو إف سي ليلة القتال: تومسون ضد نيل                  | 19 ديسمبر 2020 | 3      | 5:00  | لاس فيغاس، نيفادا، الولايات المتحدة        | |
| فاز     | 23–10 | دونالد سيروني       | قرار القضاة (بالإجماع)                 | يو إف سي 249                                         | 9 مايو 2020    | 3      | 5:00  | جاكسونفيل، فلوريدا، الولايات المتحدة       | |
| خسر     | 22–10 | كارلوس دييغو فيريرا | إخضاع (خنق خلفي عاري)                  | يو إف سي 246                                         | 18 يناير 2020  | 2      | 1:46  | لاس فيغاس، نيفادا، الولايات المتحدة        | نزال في الوزن الخفيف.                                                                                       |
| خسر     | 22–9  | نات دياز            | قرار القضاة (بالإجماع)                 | يو إف سي 241                                         | 17 أغسطس 2019  | 3      | 5:00  | لوس أنجلوس، كاليفورنيا، الولايات المتحدة   | |
| فاز     | 22–8  | ستيفن تومسون        | ضربة قاضية (لكمة سوبرمان)              | يو إف سي ليلة القتال: تومسون ضد بيتيس                | 23 مارس 2019   | 2      | 4:55  | ناشفيل، تينيسي، الولايات المتحدة           | العودة إلى وزن الوسط. أداء الليلة.                                                                          |
| خسر     | 21–8  | توني فيرغسون        | ضربة فنية قاضية (إيقاف الزاوية)        | يو إف سي 229                                         | 6 أكتوبر 2018  | 2      | 5:00  | لاس فيغاس، نيفادا، الولايات المتحدة        | قتال الليلة.                                                                                                |
| فاز     | 21–7  | مايكل كييزا         | إخضاع (مثلث الذراع)                    | يو إف سي 226                                         | 7 يوليو 2018   | 2      | 0:52  | لاس فيغاس، نيفادا، الولايات المتحدة        | نزال في وزن غير محدد (157.5 رطل)؛ أخفق كييزا في تحقيق الوزن. أداء الليلة.                                   |
| خسر     | 20–7  | داستن بورييه        | إخضاع (مثلث الجسم)                     | يو إف سي ليلة القتال: بورييه ضد بيتيس                | 11 نوفمبر 2017 | 3      | 2:08  | نورفولك، فرجينيا، الولايات المتحدة         | قتال الليلة.                                                                                                |
| فاز     | 20–6  | جيم ميلر            | قرار القضاة (بالإجماع)                 | يو إف سي 213                                         | 8 يوليو 2017   | 3      | 5:00  | لاس فيغاس، نيفادا، الولايات المتحدة        | العودة للوزن الخفيف.                                                                                        |
| خسر     | 19–6  | ماكس هولواي         | ضربة فنية قاضية (ركلات للجسم واللكمات) | يو إف سي 206                                         | 10 ديسمبر 2016 | 3      | 4:50  | تورنتو، أونتاريو، كندا                     | على لقب بطولة يو إف سي لوزن الريشة المؤقت؛ أخفق بيتيس في تحقيق الوزن (148 رطلاً) ولم يكن مؤهلاً للفوز باللقب. |
| فاز     | 19–5  | تشارلز أوليفيرا     | إخضاع (خنق المقصلة)                    | يو إف سي على فوكس: مايا ضد كونديت                    | 27 أغسطس 2016  | 3      | 1:49  | فانكوفر، كولومبيا البريطانية، كندا         | أول ظهور في وزن الريشة.                                                                                     |
| خسر     | 18–5  | إدسون باربوزا       | قرار القضاة (بالإجماع)                 | يو إف سي 197                                         | 23 أبريل 2016  | 3      | 5:00  | لاس فيغاس، نيفادا، الولايات المتحدة        | |
| خسر     | 18–4  | إيدي ألفاريز        | قرار القضاة (بالانقسام)                | يو إف سي ليلة القتال: ديلاشو ضد كروز                 | 17 يناير 2016  | 3      | 5:00  | بوسطن، ماساتشوستس، الولايات المتحدة        | |
| خسر     | 18–3  | رافاييل دوس أنجوس   | قرار القضاة (بالإجماع)                 | يو إف سي 185                                         | 14 مارس 2015   | 5      | 5:00  | دالاس، تكساس، الولايات المتحدة             | خسر لقب بطولة يو إف سي للوزن الخفيف.                                                                        |
| فاز     | 18–2  | جيلبار ميلنداز      | إخضاع (خنق المقصلة)                    | يو إف سي 181                                         | 6 ديسمبر 2014  | 2      | 1:53  | لاس فيغاس، نيفادا، الولايات المتحدة        | دافع عن لقب بطولة يو إف سي للوزن الخفيف. أداء الليلة.                                                       |
| فاز     | 17–2  | بونسون هاندرسون     | إخضاع (الضغط على الذراع)               | يو إف سي 164                                         | 31 أغسطس 2013  | 1      | 4:31  | ميلواكي، ويسكونسن، الولايات المتحدة        | فاز بلقب بطولة يو إف سي للوزن الخفيف. أفضل إخضاع في الليلة. أفضل إخضاع في العام.                            |
| فاز     | 16–2  | دونالد سيروني       | ضربة قاضية (ركلة في الجسم)             | يو إف سي على فوكس: جونسون ضد دودسون                  | 26 يناير 2013  | 1      | 2:35  | شيكاغو، إلينوي، الولايات المتحدة           | أفضل ضربة قاضية في الليلة.                                                                                  |
| فاز     | 15–2  | جو لوزون            | ضربة قاضية (ركلة رأس واللكمات)         | يو إف سي 144                                         | 26 فبراير 2012 | 1      | 1:21  | سايتاما، اليابان                           | أفضل ضربة قاضية في الليلة.                                                                                  |
| فاز     | 14–2  | جيريمي ستيفنز       | قرار القضاة (بالانقسام)                | يو إف سي 136                                         | 8 أكتوبر 2011  | 3      | 5:00  | هيوستن، تكساس، الولايات المتحدة            | |
| خسر     | 13–2  | كلاي غويدا          | قرار القضاة (بالإجماع)                 | المقاتل النهائي: نهائي فريق ليسنر ضد فريق دوس سانتوس | 4 يونيو 2011   | 3      | 5:00  | لاس فيغاس، نيفادا، الولايات المتحدة        | |
| فاز     | 13–1  | بونسون هاندرسون     | قرار القضاة (بالإجماع)                 | دبليو إي سي 53                                       | 16 ديسمبر 2010 | 5      | 5:00  | غلانديل، أريزونا، الولايات المتحدة         | فاز بلقب بطولة وورلد إكستريم كايج فايتينج للوزن الخفيف. قتال الليلة.                                        |
| فاز     | 12–1  | شين رولر            | إخضاع (خنق المثلث)                     | دبليو إي سي 50                                       | 18 أغسطس 2010  | 3      | 4:51  | لاس فيغاس، نيفادا، الولايات المتحدة        | أفضل إخضاع في الليلة.                                                                                       |
| فاز     | 11–1  | أليكس كارالكسيس     | إخضاع (خنق المثلث)                     | دبليو إي سي 48                                       | 24 أبريل 2010  | 2      | 1:35  | ساكرامنتو، كاليفورنيا، الولايات المتحدة    | |
| فاز     | 10–1  | داني كاستيلو        | ضربة قاضية (ركلة رأس واللكمات)         | دبليو إي سي 47                                       | 6 مارس 2010    | 1      | 2:27  | كولومبوس، أوهايو، الولايات المتحدة         | أفضل ضربة قاضية في الليلة.                                                                                  |
| خسر     | 9–1   | بارت بالازوسكي      | قرار القضاة (بالانقسام)                | دبليو إي سي 45                                       | 19 ديسمبر 2009 | 3      | 5:00  | لاس فيغاس، نيفادا، الولايات المتحدة        | |
| فاز     | 9–0   | مايك كامبل          | إخضاع (خنق المثلث)                     | دبليو إي سي 41                                       | 7 يونيو 2009   | 1      | 1:49  | ساكرامنتو، كاليفورنيا، الولايات المتحدة    | العودة للوزن الخفيف.                                                                                        |
| فاز     | 8–0   | جابي والبريدج       | ضربة فنية قاضية (باللكمات)             | جي إف إس: ضربات الموسم                               | 13 ديسمبر 2008 | 1      | 0:56  | ميلواكي، ويسكونسن، الولايات المتحدة        | أول ظهور في وزن الوسط.                                                                                      |
| فاز     | 7–0   | جاي إليس            | ضربة فنية قاضية (خضوع للكمات)          | جي إف إس 55                                          | 4 أكتوبر 2008  | 1      | 1:12  | ميلواكي، ويسكونسن، الولايات المتحدة        | دافع عن لقب بطولة جي إف إس للوزن الخفيف.                                                                    |
| فاز     | 6–0   | شيرون ليجيت         | قرار القضاة (بالانقسام)                | جي إف إس: نادي القتال                                | 21 يونيو 2008  | 3      | 5:00  | ميلواكي، ويسكونسن، الولايات المتحدة        | فاز بلقب بطولة جي إف إس للوزن الخفيف.                                                                       |
| فاز     | 5–0   | مايك لامبريشت       | ضربة قاضية (ركلة)                      | جي إف إس: ملوك الضربة القاضية                        | 29 مارس 2008   | 1      | 1:49  | ميلواكي، ويسكونسن، الولايات المتحدة        | |
| فاز     | 4–0   | جورج بارازا         | ضربة فنية قاضية (باللكمات)             | جي إف إس: المحاربون                                  | 16 فبراير 2008 | 1      | 2:31  | ميلواكي، ويسكونسن، الولايات المتحدة        | |
| فاز     | 3–0   | مايكل سكينر         | ضربة فنية قاضية (خضوع للكمات)          | جي إف إس: ضربات المواسم                              | 1 ديسمبر 2007  | 1      | 0:36  | ميلواكي، ويسكونسن، الولايات المتحدة        | |
| فاز     | 2–0   | لوني أمدال          | ضربة فنية قاضية (إصابة)                | جي إف إس: هدير في القفص                              | 17 أغسطس 2007  | 1      | 0:12  | غرين باي، ويسكونسن، الولايات المتحدة       | |
| فاز     | 1–0   | توم ايرسبايمر       | ضربة فنية قاضية (باللكمات)             | جي إف إس: سوبر براول                                 | 27 يناير 2007  | 1      | 0:24  | ويسكونسن، الولايات المتحدة                 | |

## سجل الملاكمة الاحترافية
| 2 نزال      | 1 فوز | 1 خسارة |
| ----------- | ----- | ------- |
| قرار القضاة | 1     | 1       |

| # | النتيجة | السجل | الخصم           | النوع          | الجولة، الوقت | التاريخ      | الموقع                                            | الملاحظات |
| - | ------- | ----- | --------------- | -------------- | ------------- | ------------ | ------------------------------------------------- | --------- |
| 2 | خسر     | 1–1   | كريس أفيلا      | قرار بالإجماع  | 6             | 6 يوليو 2024 | هوندا سنتر، آناهايم، كاليفورنيا، الولايات المتحدة |           |
| 1 | فاز     | 1–0   | روي جونز جونيور | قرار بالأغلبية | 8             | 1 أبريل 2023 | فيسيرف فورم، ميلواكي، ويسكونسن، الولايات المتحدة  |           |

## سجل قتال الكاراتيه
| السجل المهني |       |         |
| 1 نزال       | 1 فوز | 0 خسارة |
| قرار القضاة  | 1     | 0       |

| النتيجة | السجل | الخصم           | الطريقة                | الحدث             | التاريخ        | الجولة | الوقت | المكان | الملاحظات |
| ------- | ----- | --------------- | ---------------------- | ----------------- | -------------- | ------ | ----- | ------ | --------- |
| فاز     | 1–0   | بونسون هاندرسون | قرار القضاة (بالإجماع) | قتال الكاراتيه 43 | 15 ديسمبر 2023 | 3      | 3:00  |        |           |

## نزالات الدفع مقابل المشاهدة
| #  | الحدث        | الثتال             | التاريخ        | المكان                       | المدينة                             | المبلغ  |
| -- | ------------ | ------------------ | -------------- | ---------------------------- | ----------------------------------- | ------- |
| 1. | يو إف سي 164 | هندرسون ضد بيتيس 2 | 31 أغسطس 2013  | BMO Harris Bradley Center    | ميلواكي، ويسكونسن، الولايات المتحدة | 270،000 |
| 2. | يو إف سي 185 | بيتيس ضد دوس أنجوس | 14 مارس 2015   | مركز الخطوط الجوية الأمريكية | دالاس، تكساس، الولايات المتحدة      | 310،000 |
| 3. | يو إف سي 206 | هولواي ضد بيتيس    | 10 ديسمبر 2016 | Air كندا Centre              | تورنتو، أونتاريو، كندا              | 150،000 |

## وصلات خارجية
- أنطوني باتيس على موقع IMDb (الإنجليزية)
- أنطوني باتيس على موقع قاعدة بيانات الفيلم (الإنجليزية)
- أنطوني باتيس على موقع يو إف سي (الإنجليزية)
- أنطوني باتيس على موقع شيردوغ (الإنجليزية)
- أنطوني باتيس على موقع Tapology.com (الإنجليزية)

| الجوائز و الإنجازات  | الجوائز و الإنجازات                                             | الجوائز و الإنجازات                                     |
| -------------------- | --------------------------------------------------------------- | ------------------------------------------------------- |
| سبقه بونسون هاندرسون | بطل دبليو إي سي للوزن الخفيف السابع 16 ديسمبر 2010              | شاغرفئة الوزن الخفيف في دبليو إي سي تم حلها في يو إف سي |
| سبقه بونسون هاندرسون | بطولة يو إف سي للوزن الخفيف السادس 31 أغسطس 2013 – 14 مارس 2015 | تبعه رافاييل دوس أنجوس                                  |